# Modiolus gubernaculum
Modiolus gubernaculum is een tweekleppigensoort uit de familie van de Mytilidae. De wetenschappelijke naam van de soort is voor het eerst geldig gepubliceerd in 1856 door Dunker.